# 阿巴扎人
阿巴扎人（俄語：Абази́ны；切爾克斯語：Абазэхэр），又譯“阿巴札人”或“阿巴茲人”，是主要分布於俄羅斯聯邦卡拉恰伊-切尔克斯共和国和阿迪格共和国境內的一個民族，信仰遜尼派伊斯蘭教。根據2010年俄羅斯人口普查，有43,341阿巴扎人居住在俄羅斯。国外則分布在土耳其、埃及 、叙利亚、约旦、亞美尼亞及烏克蘭。

## 民族分布、人口與語言

### 民族分布
現今的阿巴扎人主要分布在土耳其、埃及，以及以俄羅斯為聯邦主體的卡拉恰伊-切爾克斯共和國、斯塔夫羅波爾邊疆區、卡巴爾達-巴爾卡爾共和國三國，少部分則分布在亞美尼亞及烏克蘭。
在俄羅斯南部卡拉恰伊-切爾克斯共和國生活的阿巴扎人的14個鎮和村莊有Kara-Pago，Kubina，Psikh，El'burgan，Inzhich-Chukun，Koi-dan，Abaza-Khabl'，Malo-Abazinka，Tapanta，Krasnovostochni，Novokuvinski，Starokuvinski，Abazakt和Ap-sua等

### 人口
根據2010年俄羅斯人口普查，有43,341阿巴扎人居住在俄羅斯。其餘多數的阿巴扎人則散居於土耳其 及埃及，而居住在中東國家（於約旦和敘利亞）的阿巴扎人，大部分為俄羅斯帝國時期高加索戰爭的阿巴扎人移民後裔。

#### 俄羅斯(聯邦主體)

##### 卡拉恰伊-切爾克斯共和國
36,919人，約為該國總人口數的7-8%

##### 斯塔夫羅波爾邊疆區
3,646人，約為該國總人口數的1‰

##### 卡巴爾達-巴爾卡爾共和國
418人

#### 土耳其
15,000–50,000人

#### 埃及
50,000人

#### 亞美尼亞
400人

#### 烏克蘭
128人

### 語言
阿巴扎语（Абаза Бызшва 或 Abaza Byzšwa），又名阿巴札语、阿巴茲语， 是阿巴扎人的语言，主要使用于俄罗斯联邦的卡拉恰伊-切尔克斯共和国的高加索山区。它有两种方言，即阿什科勒瓦方言和作为标准书面语的塔潘达方言。
从1932年至1938年，阿巴扎语一直是用拉丁字母书写的。自1938年起，在俄罗斯境内的阿巴扎语使用者开始用基里尔字母来拼写该语言。而在土耳其，阿巴扎语依然被人们用拉丁字母来书写。目前在俄罗斯境内共有大约三万五千名使用阿巴扎语使用者，在土耳其另有大约一万名使用者，另外在德国和美国等地也有一些阿巴扎人说这种语言。
阿巴扎语和其同属于高加索语系西北高加索语族的其他亲属语言一样，是一种高度黏着的语言。与其亲属语言一样，它也有着庞大的辅音音位系统（六十三个辅音音位），且元音音位系统很小（仅有两个元音音位）。它和阿布哈兹语很接近，两者是互通的，即两种语言的使用者都可以理解对方的语言。但阿巴扎语也有一些地方表现出了阿布哈兹语所不具备的特点，例如阿巴扎语中有浊咽擦音，比方说在“三月” （阿巴扎语：гӀапынхъамыз，国际音标：[ʕaːpənqaːməz]）这个词中。因此，阿巴扎语被语言学家认为是最难学的一种高加索语言。W·S·艾伦、布莱恩·欧贺林和约翰·科拉鲁索等人都曾对阿巴扎语进行过研究。對於外人來說，講阿巴扎語發出的聲音是強烈的；對於阿巴扎人來說，由於阿巴扎語較為困難，因此在學習其他語言的時候是比較容易的。

### 語音

#### 辅音
|        |        | 唇音 | 齿龈音 | 齿龈音 | 齿龈后音 | 齿龈后音 | 齿龈后音 | 软腭音 | 软腭音 | 软腭音 | 小舌音 | 小舌音 | 小舌音 | 咽音 | 咽音 | 喉音 |
| 央化   | 边音化 | 唇音 | 不变   | 腭化   | 唇化     | 不变     | 腭化     | 唇化   | 不变   | 腭化   | 唇化   | 不变   | 唇化   |      |      | 喉音 |
| ------ | ------ | ---- | ------ | ------ | -------- | -------- | -------- | ------ | ------ | ------ | ------ | ------ | ------ | ---- | ---- | ---- |
| 塞音   | 清音   | p    | t      |        |          |          |          | k      | kʲ     | kʷ     | q      | qʲ     | qʷ     |      |      | ʔ    |
| 塞音   | 浊音   | b    | d      |        |          |          |          | ɡ      | ɡʲ     | ɡʷ     |        |        |        |      |      |      |
| 塞音   | 挤喉音 | pʼ   | tʼ     |        |          |          |          | kʼ     | kʲʼ    | kʷʼ    | qʼ     | qʲʼ    | qʷʼ    |      |      |      |
| 塞擦音 | 清音   |      | t͡s     |        | t͡ʃ       | t͡ɕ       | t͡ʃʷ      |        |        |        |        |        |        |      |      |      |
| 塞擦音 | 浊音   |      | d͡z     |        | d͡ʒ       | d͡ʑ       | d͡ʒʷ      |        |        |        |        |        |        |      |      |      |
| 塞擦音 | 挤喉音 |      | t͡sʼ    |        | t͡ʃʼ      | t͡ɕʼ      | t͡ʃʷʼ     |        |        |        |        |        |        |      |      |      |
| 塞音   | 清音   | f    | s      | ɬ      | ʃ        | ɕ        | ʃʷ       | x      | xʲ     | xʷ     |        |        |        | ħ    | ħʷ   |      |
| 塞音   | 浊音   | v    | z      | ɮ      | ʒ        | ʑ        | ʒʷ       | ɣ      | ɣʲ     | ɣʷ     |        |        |        | ʕ    | ʕʷ   |      |
| 塞音   | 挤喉音 | fʼ   |        | ɬʼ     |          |          |          |        |        |        |        |        |        |      |      |      |
| 鼻音   | 鼻音   | m    |        | n      |          |          |          |        |        |        |        |        |        |      |      |      |
| 近音   | 近音   |      |        | l      |          |          |          |        | j      |        |        |        |        |      |      |      |
| 颤音   | 颤音   |      | r      |        |          |          |          |        |        |        |        |        |        |      |      |      |

#### 元音
|    | 前 | 央 | 后 |
| -- | -- | -- | -- |
| 闭 |    |    | u  |
| 中 | e  | ə  | o  |
| 开 | a  |    |    |

## 字母表
| А а [a]     | Б б [b]     | В в [v]       | Г г [ɡ]       | Гв гв [ɡʷ]   | Гъ гъ [ɣ]      | Гъв гъв [ɣʷ]  | Гъь гъь [ɣʲ]  |
| Гь гь [ɡʲ]  | ГӀ гӀ [ʕ]   | ГӀв гӀв [ʕʷ]  | Д д [d]       | Дж дж [dʒ]   | Джв джв [dʒʷ]  | Джь джь [d͡ʑ]  | Дз дз [dz]    |
| Е е [e]     | Ё ё [jo]    | Ж ж [ʒ]       | Жв жв [ʒʷ]    | Жь жь [ʑ]    | И и [i]        | Й й [j]       | К к [k]       |
| Кв кв [kʷ]  | Къ къ [qʼ]  | Къв къв [qʷʼ] | Къь къь [qʼʲ] | Кь кь [kʲ]   | КӀ кӀ [kʼ]     | КӀв кӀв [kʷʼ] | КӀь кӀь [kʲʼ] |
| Л л [l]     | Ль ль [ɮ]   | ЛӀ лӀ [ɬʼ]    | М м [m]       | Н н [n]      | О о [o]        | П п [p]       | ПӀ пӀ [pʼ]    |
| Р р [r]     | С с [s]     | Т т [t]       | Тл тл [ɬ]     | Тш тш [t͡ʃ]   | ТӀ тӀ [tʼ]     | У у [u/w]     | Ф ф [f]       |
| ФӀ фӀ [fʼ]  | Х х [x]     | Хв хв [xʷ]    | Хъ хъ [q]     | Хъв хъв [qʷ] | Хь хь [xʲ]     | ХӀ хӀ [ħ]     | ХӀв хӀв [ħʷ]  |
| Ц ц [ts]    | ЦӀ цӀ [tsʼ] | Ч ч [t͡ɕ]      | Чв чв [tʃʷ]   | ЧӀ чӀ [tʃʼ]  | ЧӀв чӀв [tʃʷʼ] | Ш ш [ʃ]       | Шв шв [ʃʷ]    |
| ШӀ шӀ [t͡ʃʼ] | Щ щ [ɕ]     | Ъ ъ [ˠ]       | Э э [e]       | Ю ю [ju]     | Я я [ja]       | Ӏ [ʔ]         |               |

### 语法

#### 名词
阿巴札语的名词有泛指和确指的变化，名词原型可表示泛指，比如 кыт 指任意一个村子， цӀла 指任意一棵树。在其后加 кӀ 也可表示泛指，意为“某”， кыткӀ 某个村子， цӀлакӀ 某棵树。表示确指时要在名词前加 а ，如： акыт 那个村子，  ацӀла 那棵树。
阿巴札语通过在名词前加词缀的方式表示领属性人称。所有名词基本都符合以下变化：
| 人称： | 第一人称 | 第二人称（阳） | 第二人称（阴） | 第三人称（阳） | 第三人称（阴） | 第三人称（中） |
| 单数   | с(ы)     | у(ы)           | б(ы)           | й(ы)           | л(ы)           | а              |
| 复数   | хӀ(ы)    | шв(ы)          | шв(ы)          | р(ы)           | р(ы)           | р(ы)           |

例如单词“кыт”（村子）：
| 人称： | 词干 | 第一人称 | 第二人称（阳） | 第二人称（阴） | 第三人称（阳） | 第三人称（阴） | 第三人称（中） |
| 单数   | кыт  | сыкыт    | уыкыт          | быкыт          | йыкыт          | лыкыт          | акыт           |
| 复数   | кыт  | хӀыкыт   | швыкыт         | швыкыт         | рыкыт          | рыкыт          | рыкыт          |

阿巴扎语名词复数的构成较为复杂，构成情况大致有以下几种：
1. 表人名词后加чва, хъацӏа男人-ахъацӏачва，чвагъва庄稼人-ачвагъвачва
2. 表人或物名词后加ква, хъацӏа男人-ахъацӏаква,урам街道-аурамква
3. 表人名词后加чваква,пхьагӀв学生-апхьагӀвчваква
4. 词根以с结尾的名词加ра，词根有音变：хӀвыс牛犊-хӀваара，сыс羊羔-сара。在这种形态之后也可再加词缀ква, ахӀваараква。
5. 表家族时在人名后加ргӀа,кӀамы卡姆-кӀамыргӀа卡姆家族

#### 代词
- 人称代词

| 人称： | 第一人称 | 第二人称（阳） | 第二人称（阴） | 第三人称（阳） | 第三人称（阴） | 第三人称（中） |
| 单数   | сара,са  | уара,уа        | бара,ба        | йара           | лара           | йара           |
| 复数   | хӀара    | швара          | швара          | дара           | дара           | дара           |

- 指示代词

|      | 近指 | 中指（可视范围内） | 远指（可视范围外） |
| 单数 | ари  | ани                | ауи                |
| 复数 | арат | анат               | ауат               |

#### 数词
1到10：закӏы，гӏвба，хпа，пщба，хвба，цба，бжьба，агӏба，жвба，жваба

#### 动词

##### 动词人称词缀
| 人称： | 第一人称 | 第二人称（阳） | 第二人称（阴） | 第三人称（阳） | 第三人称（阴） | 第三人称（中） |
| 单数   | с,з      | у              | б              | д,й            | д,л            | й,а,на         |
| 复数   | хӀ,гӀ    | шв,жв          | шв,жв          | й,р,д          | й,р,д          | й,р,д          |

##### 动词时态
以нхара（工作）的第一人称单数为例：
|              | 现在时  | 一般过去时 | 未完过去时 | 不定过去时 | 结果远过去时 | 未完远过去时 | 第一将来时 | 第二将来时 |
| 第一人称单数 | сынхитӀ | сынхатӀ    | сынхан     | сынхун     | сынхахьатӀ   | сынхахьан    | сынхапӀ    | сынхуштӀ   |

以上形式中，сы为主语“我”， -нха-是动词нхара的词根，其余部分是时态词缀。

## 地理位置與自然環境

卡巴爾達-巴爾卡爾共和國地理位置圖

現今的阿巴扎人主要分布在土耳其、埃及，以及以俄羅斯為聯邦主體的卡拉恰伊-切爾克斯共和國、斯塔夫羅波爾邊疆區、卡巴爾達-巴爾卡爾共和國三國

### 俄羅斯

#### 卡拉恰伊-切爾克斯共和國

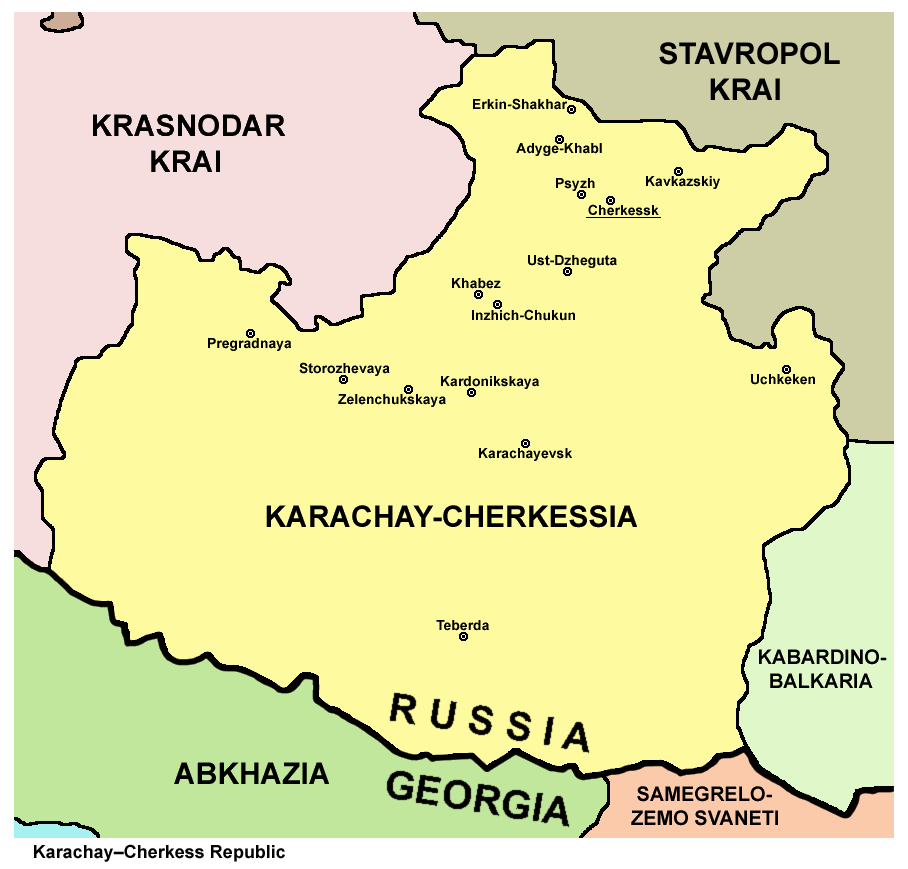
卡拉恰伊-切爾克斯共和國地理位置圖

位於西北高加索地區的斜坡，與西北部和西北部的克拉斯諾亞爾邊疆區，東南部的卡巴爾達-巴爾卡爾共和國，南部和西部的格魯吉亞（包括阿布哈茲）以及東北部的斯塔夫羅波爾邊疆區相接。從北到南延伸140公里（87英里），從東到西延伸170公里（110英里）。

#### 斯塔夫羅波爾邊疆區

斯塔夫羅波爾邊疆區地理位置圖

斯塔夫羅波爾邊疆區包括北高加索中部和大高加索山脈北坡大部分地區。 與羅斯托夫州，克拉斯諾達爾邊疆區，卡爾梅克共和國，達吉斯坦共和國，車臣共和國，北奧塞梯-阿蘭共和國，卡巴爾達-巴爾卡爾共和國和卡拉恰伊-切爾克斯共和國接壤。

#### 卡巴爾達-巴爾卡爾共和國
卡巴爾達-巴爾卡爾共和國位於北高加索山脈的北部平原，總面積為12,500平方公里（4,800平方英里）。邊界：北、東北：斯塔夫羅波爾邊疆區，東、東南、西：北奧塞梯-阿拉尼亞共和國，西、西北：卡拉恰伊-切爾克斯共和國，西、西南：格魯吉亞。

### 土耳其
土耳其的阿巴扎人分散在土耳其全國各地區，其中又以土耳其中北部的黑海沿岸為主要集中帶。

## 歷史沿革

### 民族起源
- 希羅多德

阿巴扎部落始被發現於西元前五世紀初的古代作家的作品內，例如：古希臘歷史學家希羅多德（5世紀B.C.）在他的古代世界地圖中列出了居住在黑海岸的人們的阿巴扎部落：2500年前，希臘歷史學家希羅多德（Herodotus）指出，希臘海員在黑海東岸遇到一個名為阿巴扎的部落。後來阿巴扎的後裔在東北方向遷入高加索山脈，並在過去的1000年間變成了穆斯林。
- 斯特拉波

亦曾提及在科爾基斯共同體下的阿巴扎人和其他相關部落。
- 阿巴扎人與阿布哈茲人

阿巴扎人是白種人，與阿布哈茲人一樣。阿巴扎人是阿布哈茲部落的後裔，從原阿布哈茲部落分出，為阿布哈茲部落的一個分支。

### 民族遷徙

#### 9世紀前
阿巴茲人是阿布哈茲部落的後裔，可能早在第二個千年B.C.E.居住在黑海附近的土地上。居住於阿布哈茲西部的Sadzen地區。

#### 9世紀
到了9世紀C. E.已經分離成兩個不同的部落，塔塔坦和Shkaraua。

#### 13世紀
塔塔坦向南移動到北高加索。

#### 14-15世紀
14世紀時，Shkaraua也跟著移動到北高加索，但此時已有一些Shkaraua被阿布哈茲人和其他被稱為切爾克斯的白種人所吸收。北高加索的阿巴扎部落於14-15世紀，從阿布哈茲遷至阿巴尼亞。
15世紀時受到鄂圖曼土耳其帝國的入侵，全面性的信仰基督教。

#### 頂峰
阿巴茲人在十五和十六世紀達到了頂峰，但於17世紀受到卡巴爾德人的影響。後來的俄羅斯人逐漸控制了高加索地區。

#### 18-19世紀
俄羅斯斯拉夫人、切爾克斯人和土耳其人競爭高加索地區，由俄羅斯人控管了穆斯林阿巴扎人，許多阿巴茲人被搬遷到俄羅斯和土耳其，且許多斯拉夫人定居在阿巴扎人的祖國。
並於19世紀中期爆發高加索戰爭，這次戰爭主要的改變了居住在北高加索地區的阿巴扎人的分布，成現今阿巴扎人分布在各國的狀況：一部分阿巴扎人搬到俄羅斯，另一部分受到基督教俄羅斯的威脅的伊斯蘭阿巴扎人，接受了穆斯林土耳其的提供避難所，並搬到土耳其及前奧斯曼帝國的各個地區。

### 地區性的重大事件

#### 鄂圖曼土耳其帝國的入侵
在十五世紀，奧斯曼土耳其人征服了俄羅斯和格魯吉亞的高加索山地區。當時，許多本土的阿巴扎人從基督教轉變為伊斯蘭教。

#### 高加索戰爭
19世紀的高加索戰爭(俄羅斯帝國在19世紀中期入侵北高加索地區)，許多阿巴扎人在此次高加索戰爭中死亡，這次戰爭也改變了居住在北高加索地區的阿巴扎人的分布，使部分阿巴扎人移民至其他中東地帶的國家(如：約旦、敘利亞等)，而成為了現今的阿巴扎人的分布狀況。根據紅皮書的記錄，在戰爭結束後，阿巴扎人以及更多他們的卡拉克表兄弟遭到大規模驅逐到奧斯曼帝國，五萬人中只有9000人留在家園。而近年來，在土耳其的阿巴扎人已經開始被吸收入土耳其主流文化，因此在土耳其成為一個傳統文化漸漸消失的獨立的族裔群體。

#### 蘇聯
在二十世紀，阿巴茲人受到進一步的壓力。 在蘇聯上台之後的內戰期間，阿巴西人為紅衛兵和白衛兵而戰。 蘇聯時期，阿巴扎人面臨蘇聯對他們的進一步的驅逐出境，集體化和鎮壓傳統習俗及其伊斯蘭宗教。

## 社會家庭與婚姻

### 土耳其的阿巴扎人的政治體制
現今在卡拉恰伊-切爾克斯共和國的阿巴扎人沒有明確的行政領土中心、政治中心，他們的村莊位於不同的行政管理區。而打造阿巴扎地區的計畫長期以來一直在討論中，但其中有預算問題以及潛在的土地索賠問題存在。

### 土耳其的阿巴扎人的社會家庭與婚姻

#### 社會家庭
阿巴扎社會是一個以父為尊的社會。

#### 婚姻
傳統：土耳其阿巴扎社會有安排婚姻的習慣。
現今：男女可自由選擇自己的伴侶，大多數阿巴扎婦女在二十多歲時結婚，但男人經常等到三十幾歲甚至四十歲。
- 禁忌

禁止與所有可能的親戚結婚：不得與自己祖父母同姓氏的人結婚。
- 綁架婚

如果發生年輕女子同意年輕男子的求婚，但女子的父母不同意的情況，年輕男子會和他的朋友綁架了年輕女子，把她帶到他的家裡，在那裡舉行結婚儀式。無論新娘是否被綁架，她的家人都不參加婚禮。當丈夫的家人宴請和慶祝時，年輕女子被要求保持沉默和僻靜。

## 產業與生活

### 傳統生產體系
傳統的阿巴扎人的生活方式，是在高地中較低的地方種植（原來是小米，後來是玉米），飼養牲畜（綿羊，牛和馬，尤其在18世紀，阿巴扎人口很多，養活了牲畜，並以其血統的馬群而聞名）。

#### 第一級產業
- 傳統活動

飼養牛隻，游牧
- 農耕：春耕，於冬開始處理土地的結石，並連根將樹木拔起。
- 重要職業園藝：野生蘋果，梨，山茱萸，伏牛，榛子。
- 最古老的阿巴扎職業之一-養蜂[11]

##### 產業分工
男-狩獵、開墾、木材、石材、金屬加工、鐵匠-鍛造農具與武器（步槍和匕首用刀片）。
女-種植、畜牧、羊毛加工、獸皮處理、織布。

#### 飲食
阿巴扎自古從事農業（蔬菜），畜牧業（羊肉、牛肉、乳製品），家禽養殖，這反映在阿巴扎人的菜色上面。
- 家禽菜餚

雞肉或火雞肉煮熟的國菜kvtIuzhdzyrdza（字面意思是“雞汁”）。
- 傳統農業和畜牧業產品

使阿巴扎人的傳統菜餚使用了大量的動物脂肪，特別是黃油和酥油，奶油，酸奶油，酸奶。
- 調味料

多數阿巴扎人與許多北高加索民族一樣，主要使用辣椒粉、搗爛的大蒜加鹽和香草製成的混合物，香草又特別以蒔蘿和百里香為主。夏普逢低的阿巴扎人則是使用加鹽的搗爛的大蒜，配上酸奶、酸奶油、紅辣椒製成的混合物。
- 普遍的酒精飲料bahsyma（希迪）。[11]

#### 服裝
切爾克斯外套
十九世紀上半葉，除了較為有錢的人，幾乎所有的服裝都由阿巴扎家庭自製。一般情況下，製作衣服的材料，是阿巴扎人財富和社會地位的指標之一，其中又以鮮豔的色彩為高貴，而工人多穿著粗布的深色衣服。阿巴扎人的服裝、髮型及頭飾深受年齡和婚姻狀況規範。
- 珠寶

阿巴扎人的珠寶主要由銀製成，金則使用於鍍金。

#### 住屋
- 農村的房子

古民居為圓形，有矩形單室和矩形多室兩種，以柳條製成。十九世紀末，阿巴扎人的屋子開始出現了鐵和石板屋頂，以及磚和原木等建材。

### 現今在土耳其的阿巴扎人
對土耳其阿巴扎人的生活知之甚少;然而，較為已知的是，在土耳其的阿巴扎人的文化已大部分被同化為土耳其文化，過著與土耳其其他農村土著人民一樣的生活。

#### 第一級產業
絕大多數的土耳其阿巴扎人是農民和動物生產者，十分之九的阿巴扎人生活在農村。

##### 種植

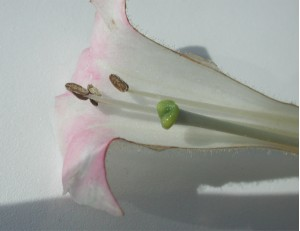
菸草花示意圖

主要作物：菸草。
其它：茶葉，水果和蔬菜。

##### 養殖
牛的生產是阿巴扎人的另一個重要經濟。

#### 住屋
土耳其阿巴扎人的房子是由磚或混凝土建造的，大多數家庭都有陽台。

## 信仰與習俗

### 信仰

#### 基督教
15世紀前主要信仰宗教。

#### 伊斯蘭教遜尼派
在15世紀和16世紀，鄂圖曼帝國入侵後，由於鄂圖曼帝國的宗教政策，使得阿巴扎人從基督教轉信為伊斯蘭教遜尼派，並以伊斯蘭教遜尼派為主要信仰宗教。

#### 現今阿巴扎人在各地區的信仰
- 俄羅斯境內

俄羅斯境內有96%阿巴扎人信奉伊斯蘭教遜尼派、1%信仰基督教以及0.02%的福音派人士。
- 土耳其境內

土耳其境內有99.8%阿巴扎人信奉伊斯蘭教遜尼派、其餘0.2%則信仰基督教。
- 埃及境內

埃及境內有99.9%阿巴扎人信奉伊斯蘭教遜尼派、其餘0.1%則信仰基督教。

### 社會習俗
土耳其阿巴扎人對接待客人非常重視，客人與父親或祖父一樣尊重，並坐在餐桌上的榮譽地點。客人的到來伴隨著儀式盛宴。在葡萄酒，主人和客人身後，您可以品嚐到各式各樣的烤麵包片。以這種熱情的方式好客是家庭的自豪感。

#### 節慶
在土耳其的阿巴扎人試圖通過節日和組織來保護他們的傳統文化。

#### 儀式
與民間傳說<納爾特史詩>相關。

#### 民間傳說
民間傳說是阿巴扎人民的重要的精神文化。
- 燕子傳說

嚴禁蹂躪燕子巢，蹂躪燕子巢的行為被認為是一個大罪；飛入家裡的燕子預示著家庭的幸福和快樂。
在古代，七頭怪獸發出訊息給世界的各個角落的動物，如鳥類和昆蟲，使牠們知道牠們的肉非常好吃，而且血液是最甜蜜的。然而蛇急於跑去告訴七頭怪物，人類的肉和血液才是最美味、最甜蜜的。燕子於是用嘴打擊蛇，並且刺砍牠。後來，蛇就失去了說話的能力，只能發出噓聲，讓這個可怕的消息沒有傳到七頭怪物那，使人類都得救了。
- 青蛙傳說

而且阿巴扎人從不殺害青蛙，因為青蛙代表的是雨水來臨的預兆。
- 關於馬的傳說

在阿巴扎的民間傳說裡，馬被賦予了神奇的特質，因為馬總是在人類最危險的時刻即刻給予救援。
- 其它

阿巴扎創建並保存神話般的史詩，包含了有關魔術、福利、寓言與動物等的故事，其中，最流行的泛高加索的故事，就是納爾特史詩。在童話裡關注的主要是正義與邪惡及各種手段的懲罰、夢幻般的史詩主要關注的是勞動問題。故事中，正面的人物主要是牧民、耕作者、牧人、獵人和刺繡者。許多阿巴扎童話故事的結尾都是：「......我們的生活開始富足且快樂。」。

## 文學與藝術

### 畫廊

復古照片
19世紀的阿巴扎人
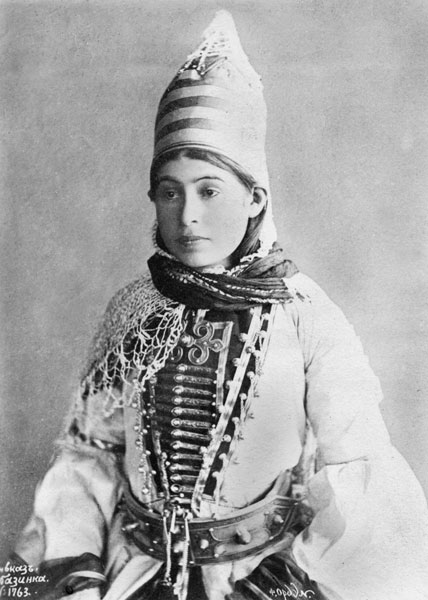
阿巴扎女人，攝影師：F.Orden，1897年

### 音樂
自古以來，阿巴扎人藉由歌曲表達他們自己的願望、想法和感受，並有著的不同流派。民歌主要根據其內容和形式的性質區分，內容分有農力勞動pripevk、遊戲、儀式、歡呼、圓舞、舞蹈史詩（敘事）、抒情、幽默、歷史、英雄（感嘆）等；形式則以演奏的樂器和成人或兒童歌曲做區分。

#### 樂器
根據十九世紀的阿巴扎書面報告資料，阿巴扎人的古樂器有：（myshIkvabyz），兩弦的小提琴（aphartsa），像豎琴的工具（ANDA），管了槍（kIyzhkIyzh），巴拉萊卡的桶型的木棒槌（pharchIak），阿巴扎人最古老的樂器：嗩吶和atsIarpIyna。

### 工藝品
因為有勞動分工的情形，阿巴扎人的工藝品很早就出現。主要包含：鍛造、羊毛加工。又，加工的珠寶屬於最古老的阿巴扎工藝品之一：阿巴扎人的珠寶主要由銀製成，金則使用於各個部分的鑲鍍。
- 女性的責任

羊毛加工與獸皮的處理。
- - 製品：羊毛斗篷、休閒裝、綁腿、帽子、腰帶、鞋、氈墊、毛毯，相關皮革工藝（毛皮大衣和帽子的毛皮，皮革製成的鞋，皮，馬鞍袋，線束。羊皮）及其他各種針織品等。[11]

- 男性的責任

木材、金屬及石材的加工與鍛造（榮譽的鐵匠）。。
- - 製品：製造和修理鐮刀、叉子、鐵鏟、鋤、馬蹄鐵、線束、鏈條、刀、剪刀等的金屬部件。許多鐵匠也身兼為製造武器的軍械士，在阿巴扎，武器的生產有著悠久的歷史，可以追溯到遙遠的過去，主要為步槍及匕首用的刀片，皆以銀與金裝飾。後來的阿巴扎軍械工也會製造不同口徑的子彈。[11]

- 飾品

女人的乳房飾、戒指和耳環。

## 現況[9]
由卡拉恰伊-切爾克斯共和國的一名自由記者，法蒂瑪·蒂斯洛娃（Fatima Tlisova）所寫的《阿巴扎的緩慢消失》一文指出，阿巴扎的語言及文化正逐漸消失。距離高加索山腳下卡拉恰伊-切爾克斯共和國的首府切爾克斯克不遠的，毗鄰Elburgan村莊或aul的森林正被砍伐，而當地的阿巴扎人正慢慢失去他的的身分和文化。阿巴扎第二大村莊Elburgan的長老馬桑‧卡莫夫指出：去年只有三個小孩子出生在那裏。而現代阿巴扎人正在失去身份的主要原因在於，他們中很少有人說母語，特別是在城鎮。在村莊，老一輩繼續說Abaza，但對於30歲以下的人來說，俄語現在是主要的交流語言。
距離切爾克斯克45公里的Inzhich-Chukun村的校長阿爾伯特·揚杜巴耶夫（Albert Jandubayev）說，如果要生存下去，阿巴扎語就需要得到當局的直接支持,並補充道：「課程內容的任何改變，都需要額外的資助，例如為教師提供額外的工作，或至少加班超額工資。但即使一個鄉村校長準備用不多的學校預算來支付這些費用，也不能保證他的行動將獲得上級批准，這就是為什麼阿巴扎人學習母語較為不易。卡拉恰伊-切爾克斯共和國是俄羅斯聯邦最多樣化的地區之一，擁有約16個民族。根據共和國的憲法，其中五個國家具有“土著民族”的地位，分別是俄羅斯人、卡拉奇人、卡拉斯人、阿巴扎人和諾蓋人。
現今的阿巴扎已被列入“紅皮書”，紅皮書為愛沙尼亞學者編寫的瀕危“俄羅斯帝國人民”的清單。
阿巴扎人儘管為數不多，在卡拉恰伊-切爾克斯共和國內仍是一個強大的政治力量，並且能夠影響總統選舉。 “阿巴扎問題”是迄今為止共和國總統選舉運動的要點之一。據說，阿巴扎以網路犯罪控制了切爾切克斯幾乎一半的業務，並且有許多富有的阿巴扎企業家，但商人卻不願意支持阿巴茲文化，目前並無一個有效的組織為阿巴扎人籌募資金。在莫斯科的聯邦當局和切爾切克斯的共和國當局沒有在小民族的文化生存中投入資金。
擁有自治共和國最成功的企業之一的阿巴扎的Anatoly Tlyabichev，Rezinotekhnik工廠告訴IWPR，“人們經常要求我一次過的各種幫助，醫療，出版書籍或自我宣傳沒有人用真正的計劃向我申請恢復阿巴茲語言和文化，即使這樣的計劃出現，也不能保證這筆錢將按預期的方式支付，所以我寧願給予直接援助到特定的收件人。”
2001年卡拉恰伊-切爾克斯共和國的法律承諾保護小土著人民的權利。但是，阿巴扎社會主席Shchors Chagov表示：“2003年的預算，以及2004年聯邦或區域一級的預算都沒有在這個法律框架下為小國提供資金。”
阿巴扎人在卡拉恰伊-切爾克斯共和國沒有明確的行政領土中心、政治中心，他們的村莊位於不同的行政管理區。而打造阿巴扎地區的計畫長期以來一直在討論中，但其中有預算問題以及潛在的土地索賠問題存在。
當地議會副議長烏亞文·尤加姆科夫是在美國工作多年的阿巴扎人，並在邁阿密擁有舞蹈學校。

## 引用
- В. Б. Виноградов. Средняя Кубань. Земляки и соседи. АБАЗИНЫ （页面存档备份，存于）
- Абазино-Абхазская национальная сеть «Abazashta.com» （页面存档备份，存于）
- Союз абазинской молодежи «Шарпны»
- Михаил Тхайцухов о самоназвании «Абаза» （页面存档备份，存于）
- Надежда Емельянова, Мусса Экзеков. В СТРАНЕ АБАЗА （页面存档备份，存于）